# یواس‌اس بگور (ای‌پی‌دی-۱۲۷)
یواس‌اس بگور (ای‌پی‌دی-۱۲۷) (به انگلیسی: USS Begor (APD-127)) یک کشتی بود که طول آن ۳۰۶ فوت (۹۳ متر) بود. این کشتی در سال ۱۹۴۴ ساخته شد.